# قرمزکند
قرمزکند (به ترکی آذربایجانی: Qırmızıkənd) یک منطقهٔ مسکونی در جمهوری آذربایجان است که در شهرستان نفت‌چاله واقع شده‌است. قرمزکند ۲٬۳۲۹ نفر جمعیت دارد.